# جيمس وأوليفر فيلبس
جيمس أندرو اريك فيلبس و أوليفر جون فيلبس (بالإنجليزية: James and Oliver Phelps)‏ (من مواليد 25 فبراير 1986) ممثلين توأم من المملكة المتحدة ،عُرفا بلعبهم دور التوأم، فريد وجورج ويزلي، في  هاري بوتر  سلسلة الأفلام الشهيرة.

## الأعمال
- هاري بوتر وحجر الفيلسوف
- هاري بوتر وحجرة الأسرار
- هاري بوتر وسجين أزكابان
- هاري بوتر وكأس النار
- هاري بوتر وجماعة العنقاء
- هاري بوتر والأمير الهجين
- هاري بوتر ومقدسات الموت – الجزء 1
- هاري بوتر ومقدسات الموت – الجزء 2